# Aperture Laboratories
Aperture Laboratories é o nome comercial utilizado pela Aperture Science, uma empresa (fictícia) de pesquisas científicas dos EUA em que se passam os jogos da franquia Portal, publicados pela Valve Corporation.
A principal instalação da Aperture é o Centro de Enriquecimento, um laboratório subterrâneo secreto construído sob uma mina de sal localizado na Península Superior em Michigan. A empresa também possui pelo menos mais uma base de operações em Cleveland, Ohio. A Aperture é famosa por realizar testes perigosos em cobaias humanas antes de liberar suas armas e projetos para consumo.  

## Descrição
Fundada por Cave Johnson em 1943 sob o nome de Aperture Fixtures, era uma empresa que fabricava cortinas de banheiro. Após alguns anos de operação Cave Johnson assina um contrato para fornecer cortinas para diversos ramos das forças militares americanas e eventualmente se torna um empresário bilionário, adquirindo então uma mina de sal em Michigan onde Aperture Science Innovators começa a atuar no ramo de pesquisas científicas e projetos financiados pelo governo. Em Portal 2 são explorados os principais produtos da Aperture durante sua operação em Michigan, são eles:
- O Gel de Repulsão (anos 1950), sob o nome de Aperture Science Innovators;
- O Gel de Propulsão (anos 1970), sob o nome de Aperture;
- O Gel de Conversão (anos 1980), sob o nome de Aperture Laboratories.

No final da década de 1980, Cave Johnson morre devido à intoxicação por pedras lunares, matéria prima do Gel de Conversão. Uma nova era se inicia na Aperture, com todos os testes anteriores descontinuados com exceção do Dispositivo de Portal Manual da Aperture Science (também conhecido como Arma de Portais). A sucessão do diretor executivo da Aperture é dada por GLaDOS (Genetic Lifeform and Disk Operating System, em português Sistema Operacional de Vida Genética em Discos), uma Inteligência Artificial onipotente que isola as instalações da Aperture após ser ativada e extermina todos os funcionários com Neurotoxina.

## História
De acordo com o website da Aperture Science, a empresa foi fundada por Cave Johnson com o único propósito de fabricar cortinas de chuveiro para o exército estadunidense. Contudo, após tornar-se mentalmente instável devido a intoxicação por mercúrio em 1978, Johnson criou um plano de Pesquisa e Desenvolvimento de três áreas para fazer a sua organização bem sucedida. As duas primeiras áreas, "Heimlich Counter-Maneuver" (em português, "Contra-Manobra de Heimlich"; uma manobra designada para assegurar o estrangulamento) e a "Take-A-Wish Foundation" (em português, "Fundação Tome-Um-Desejo"; um programa que toma os desejos de crianças à beira da morte e os realiza para adultos totalmente saudáveis e não relacionados), foram falhas comerciais e levou a empresa a ser investigada pelo Senado dos Estados Unidos. Contudo, quando o comitê investigativo ouviu falar do sucesso da terceira área, o "túnel quântico ad-hoc de tamanho de homem através do espaço físico com possíveis aplicações como cortina de chuveiro", eles cessaram a investigação permanentemente e deram ao Aperture Science um contrato sem data de término para que ele pudesse continuar as suas pesquisas. O desenvolvimento de GLaDOS, uma "assistente de pesquisa e sistema operacional em disco artificialmente inteligente", começou em 1986 em resposta ao trabalho semelhante na tecnologia de portais da Black Mesa. Uma apresentação vista durante o jogo revela que GLaDOS foi também inclusa em uma oferta proposta para degelar linhas de combustíveis, incorporada como um "disco de sistema operacional completamente funcional" que é "indiscutivelmente viva", ao contrário da proposta da Black Mesa que "inibe gelo, nada mais". Quase treze anos depois, o trabalho em GLaDOS foi completada e a IA não testada foi ativada durante o primeiro dia anual de "traga a sua filha para o trabalho" da empresa. Os registros terminam neste ponto com uma nota positiva.
As porções do Aperture Science Enrichment Center que Chell explora sugerem que elas fazem parte de uma instalação de pesquisa massiva. Na época dos eventos descritos em Portal, as instalações do Aperture Science Enrichment Center aparentam estar desertadas, apesar da maioria dos seus equipamentos permanecerem operacionais sem controle humano. Embora a Aperture Science exista no universo da série Half-Life, não é esclarecida a posição destes eventos na linha do tempo desta série. Em um ponto, GLaDOS afirma que "o mundo mudou desde a última vez que Chell saiu daquele local", alegando ser a única coisa existente entre "nós" e "eles"; contudo, ela não entra em detalhes.
O abandono aparente das instalações pode não ter sido totalmente intencional por parte da equipe da Aperture Science. Na área final do jogo, um telefone vermelho com vários fios danificados encontra-se em uma mesa perto da câmara que abriga o hardware de GLaDOS, o qual nos comentários dos produtores em jogo é revelado que seria usado pelos empregados da Aperture Science para fazer uma ligação de emergência em caso GLaDOS "se torne sensível e/ou endeusada". O comentarista então denota que, claramente, este sistema à prova de falhas não funcionou como planejado. No jogo, GLaDOS afirma ter inundando a instalação com neurotoxinas mortais, o que fez os empregados da Aperture instalarem um núcleo de moralidade na mesma. O plano não foi bem sucedido, pois em nenhum momento dos dois primeiros jogos é possível encontrar outro cientista ou funcionário da Aperture, apenas indícios dos mesmos.
Aperture Science, Inc. é também mencionado durante Half-Life 2: Episode Two, no qual o navio quebra-gelo Borealis, pertencente à corporação, é dito como desaparecido sob circunstâncias misteriosas, junto à parte de sua doca seca. Em "Portal 2" é possível visitar o lugar em que o navio supostamente foi construído e armazenado, antes de desaparecer sem deixar nenhum rastro. Durante o seu desenvolvimento, Half-Life 2 possuía um capítulo ambientado no Borealis, mas este capítulo foi abandonado e removido antes do lançamento.

## Armas
No jogo original, Chell, a protagonista, utiliza a Arma de Portais que se baseia da teoria do buraco negro para criar Portais. O dispositivo atira um portal azul e um laranja que são interligados, permitindo que uma pessoa ou objeto que entre no portal azul, saia no portal laranja instantaneamente  independente da distância entre eles.
No segundo jogo, são introduzidas duas novas armas na campanha cooperativa para dois jogadores. O jogador um utiliza uma arma que atira portais azuis escuros e azuis claros. Já o segundo jogador utiliza uma arma que atira portais laranjas e vermelhos.